# مؤشر تيك داكس
يتتبع مؤشر الأسهم تيك داكس (بالإنجليزية: TecDAX)‏ أداء أكبر 30 شركة ألمانية من قطاع التكنولوجيا. من حيث معدل دوران دفتر الطلبات والقيمة السوقية، تحتل الشركات مرتبة أقل من تلك المدرجة في مؤشر داكس.
يعتمد تيك داكس على الأسعار التي تم إنشاؤها في Xetra. يتم حساب المؤشر في كل يوم تداول، بين الساعة 9 صباحا و 5.30 مساء بتوقيت وسط أوروبا.

## الشركات
تشكل الشركات ال 30 التالية المؤشر اعتبارا من المراجعة الفصلية اعتبارا من فبراير 2021
- 1&1 Drillisch
- Aixtron
- Bechtle
- Cancom AG
- Carl Zeiss Meditec
- CompuGroup Medical SE
- دويتشه تيليكوم
- Dräger (company)
- Eckert & Ziegler Strahlen- und Medizintechnik AG
- Evotec
- Freenet
- إنفنيون
- ينأوبتيك  [لغات أخرى]‏
- LPKF Laser & Electronics AG
- MorphoSys
- Nagarro SE[2]
- Nemetschek
- Nordex
- Pfeiffer Vacuum
- Qiagen
- S&T (de)
- ساب
- Sartorius Stedim Biotech  [لغات أخرى]‏
- سيمنز هيلثنيرز
- Siltronic
- Software AG
- TeamViewer AG
- Telefónica Germany
- United Internet
- فارتا
- شينغ  [لغات أخرى]‏

## روابط خارجية
- TecDAX official information from Deutsche Börse